# Bobrowniki (Sieradz)
Pour les articles homonymes, voir Bobrowniki.
Bobrowniki est une localité polonaise de la gmina et du powiat de Sieradz en voïvodie de Łódź.